# Liévin De Winne

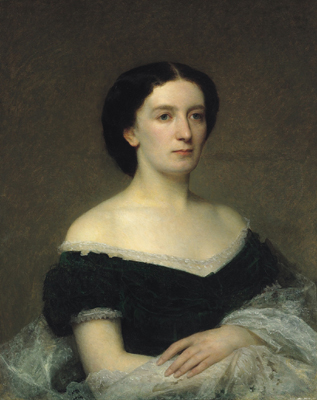
Ritratto di nobildonna

Liévin de Winne (Gand, 24 gennaio 1821 – Bruxelles, 13 maggio 1880) è stato un pittore belga.

## Biografia
All'età di 14 anni De Winne perse il padre e fu allevato dal pittore Félix de Vigne che fu il suo primo maestro d'arte. Fu poi allievo anche di Hendrik Van der Haert dopo aver superato i corsi dell'Accademia di Belle arti di Gand. Iniziò quindi a viaggiare, recandosi dapprima a Parigi, dove rimase dal 1852 al 1855, quindi nei Paesi Bassi, per poi stabilirsi definitivamente a Bruxelles. Lasciò il Belgio solo nel 1870 per compiere un viaggio in Italia.

Originariamente incline alla rappresentazione di soggetti religiosi, trovò invece notorietà e successo come ritrattista. Realizzò allora numerosissimi ritratti di vari personaggi della corte e dell'alta società belga.

De Winne morì a Bruxelles a 59 anni.

## Opere principali
- "Separazione di Ruth e Noemi", (1853)
- "San Francesco in estasi", (1854)
- "Le pie donne al sepolcro di Cristo", (1858)
- "Ritratto di Émile Breton in divisa di comandante delle guardie mobili del Pas-de-Calais", Palazzo delle Belle arti, Lilla
- "Ritratto del conte e della contessa delle Fiandre",
- "Ritratto di Leopoldo I", (1860), Musei reali di Belle arti del Belgio, Bruxelles
- "Ritratto di P. Verhaegen", (1863)
- "Ritratto di L. Roelandt", (1864)
- "Ritratto del diplomatico americano J.S. Sanford" (1878). Presentato all'Esposizione Universale di Parigi.

## Galleria d'immagini

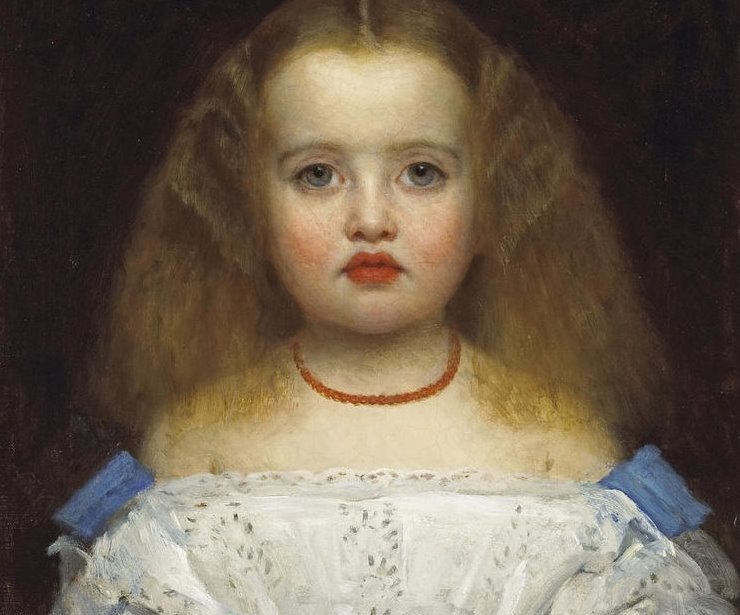
Ragazza con collana di corallo
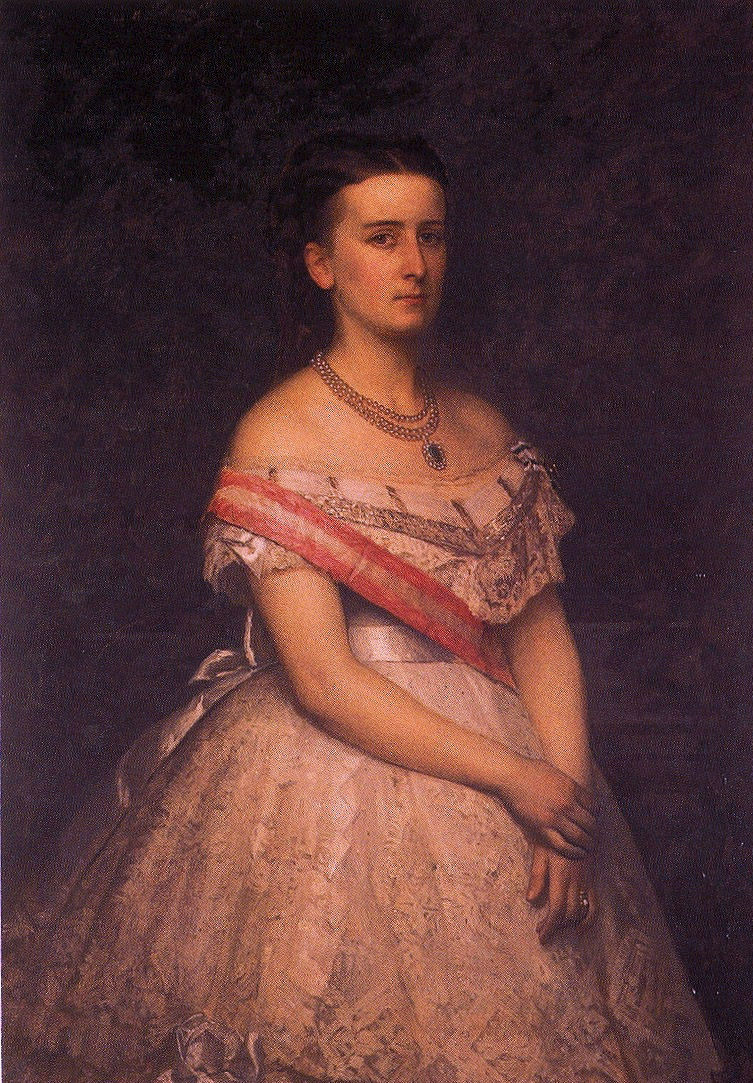
Maria di Hohenzollern-Sigmaringen
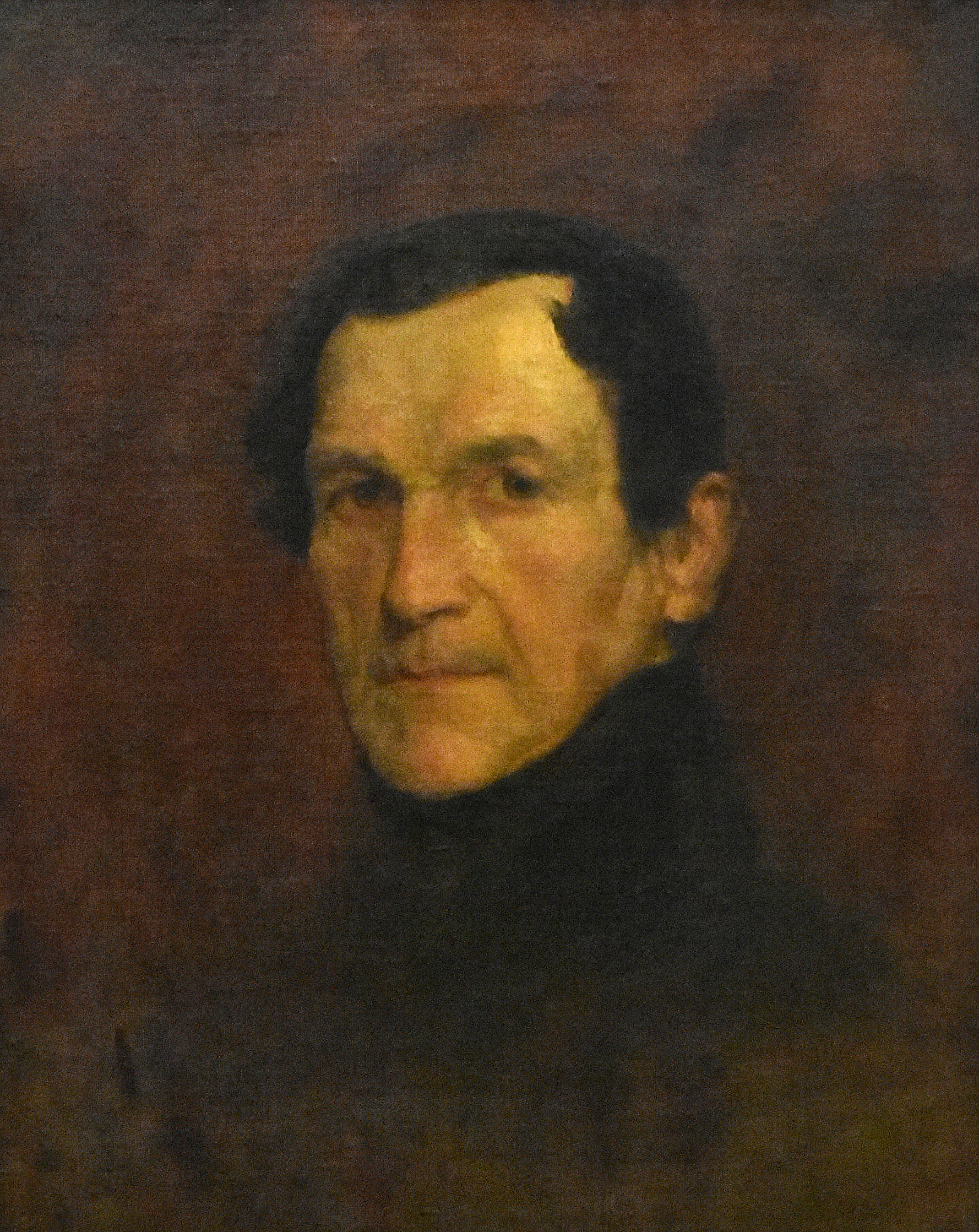
Leopoldo I del Belgio
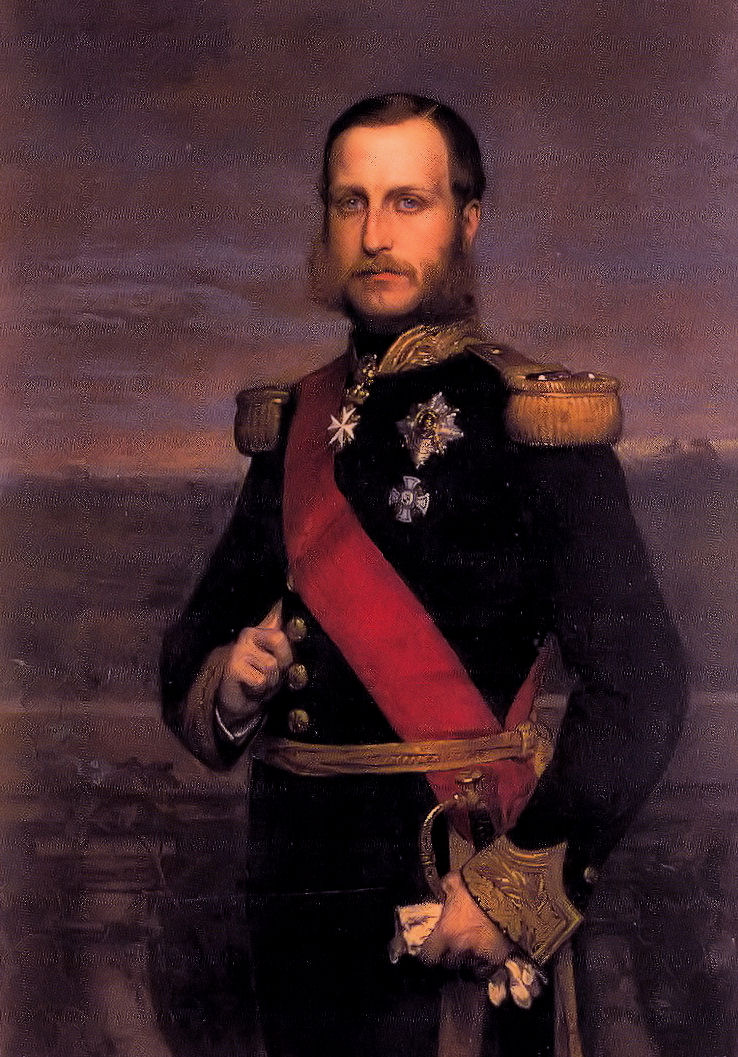
Filippo, conte di Fiandra
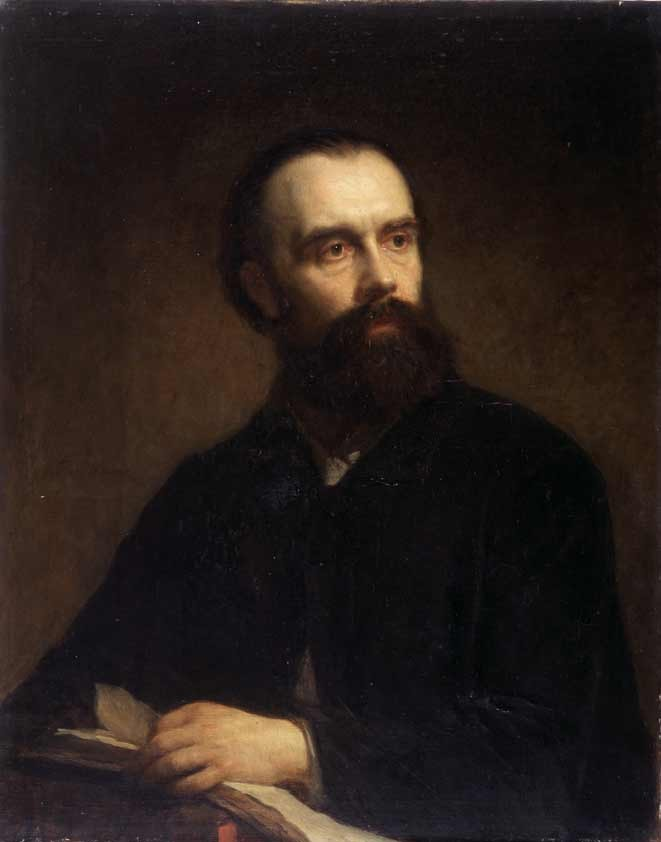
Félix de Vigne